# 圣让德马尔塞勒
圣让德马尔塞勒（法語：Saint-Jean-de-Marcel，法語發音：[sɛ̃ ʒɑ̃ də maʁsɛl]）是法国奧克西塔尼大區塔恩省的一个市镇，属于阿尔比区。

## 地理
圣让德马尔塞勒（44°3'32"N, 2°14'43"E）面积18.25 平方千米，位于法国奧克西塔尼大區塔恩省，该省份为法国南部内陆省份，北起顺时针与阿韦龙省、埃罗省、奥德省、上加龙省和塔恩-加龙省接壤。
与圣让德马尔塞勒接壤的市镇（或旧市镇、城区）包括：昂杜克、克雷斯潘、穆拉雷斯、庞珀洛讷、罗西耶尔、圣热姆、瓦尔德里耶斯。

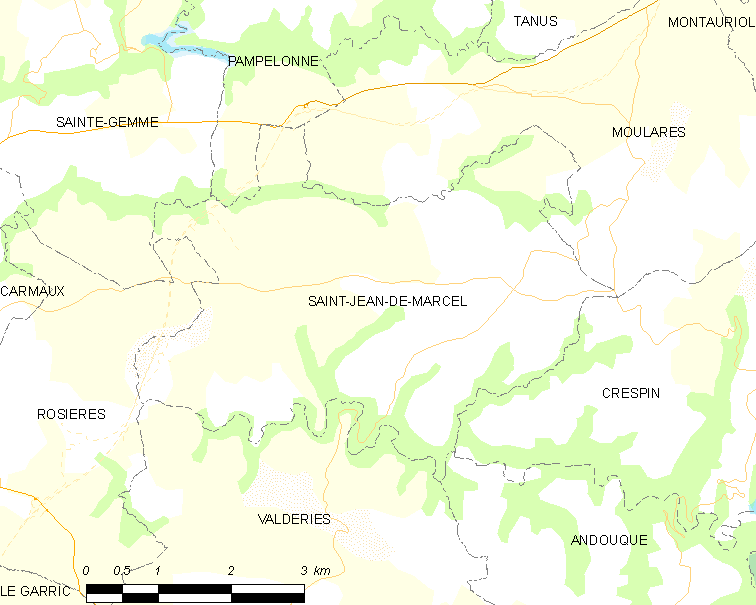
圣让德马尔塞勒的OSM定位图

圣让德马尔塞勒的时区为UTC+01:00、UTC+02:00（夏令时）。

## 行政
圣让德马尔塞勒的邮政编码为81350，INSEE市镇编码为81254。

## 政治
圣让德马尔塞勒所属的省级选区为卡尔莫第一县。

## 人口

1962-2008年间圣让德马尔塞勒人口变化图示

圣让德马尔塞勒于2022年1月1日时的人口数量为385人。